# يوكاس
خدمة قبول الجامعات والكليات (بالإنجليزية: Universities & Colleges Admissions Service)‏ وتعرف اختصارا بـ يوكاس (بالإنجليزية: UCAS)‏، منظمة مقرها المملكة المتحدة يتمثل دورها الرئيسي في تشغيل عملية التقديم للجامعات البريطانية من خلال مساعدة الطلاب في العثور على الجامعات المناسبة ومساعدة الجامعات في العثور على طلاب مناسبين. تعمل كمؤسسة خيرية مستقلة، ممولة من الرسوم المفروضة على المتقدمين والجامعات، بالإضافة إلى دخل الإعلانات، وتم تشكيلها في عام 1992 من خلال دمج نظام القبول الجامعي السابق يوكا والفنون التطبيقية السابقة نظام القبول بكاس.
تشمل الخدمات التي تقدمها يوكاس العديد من بوابات التقديم عبر الإنترنت، وعددًا من أدوات البحث والمعلومات والمشورة المجانية الموجهة إلى مختلف الجماهير، بما في ذلك الطلاب الذين يفكرون في التعليم العالي، والطلاب الذين لديهم طلبات معلقة إلى معاهد التعليم العالي، وأولياء الأمور والأوصياء القانونيين للمتقدمين، والمدرسة و التعليم الإضافي أعضاء هيئة التدريس المشاركين في مساعدة الطلاب على التقدم ومقدمي التعليم العالي (الجامعات وكليات التعليم العالي).

## مفهوم يوكاس
قد يكون نظام طلبات UCAS الجامعيّة عمليّة صعبة وشاقةً جداً، خاصةً للطلاب الدوليين الراغبين في التقدّم والدراسة في جامعة بريطانية. UCAS هو اختصار لـ Universities and Colleges Admissions Services، وتعني خدمات القبول في الجامعات والكليّات، وهو نظام التعليم في المملكة المتحدة الذي يوفّر عمليّة الطلبات الجامعيّة لجميع الجامعات البريطانية تقريباً ..
وهي مؤسسة مستقلة مقرها في المملكة المتحدة البريطانية، ويمكن اعتبارها على انها الوسيط بين الطلاب والجامعات ..
تقوم يوكاس بمساعدة الطالب في اعداد الطلب وارساله إلى الجامعات المراد الإلتحاق بها عبر الأنترنت، ثم تقوم يوكاس بالتأكيد لمدى وصول طلبك ومدى تقبله عند الجامعة المختارة.

## التاريخ
تم تشكيل يوكاس في عام 1992 من خلال اندماج المجلس المركزي للجامعات (يوكا) ونظام القبول المركزي للفنون التطبيقية (بكاس) واسم يوكاسهو اختصار للاختصارات السابقة يوكا وبكاس. تم تقديم اقتراح مبكر للهيئة المدمجة الجديدة التي ستطلق عليها اسم بوكا (المجلس المركزي للفنون التطبيقية والجامعات حول القبول) ، ولكن لم يتم اعتماد هذا أبدًا.
كانت يوكا هي الأقدم بين الهيئتين، حيث تم تشكيلها في عام 1961 لتوفير غرفة مقاصة لطلبات الجامعات في المملكة المتحدة. تم إنشاؤه استجابةً للمخاوف التي حدثت خلال الخمسينيات من القرن الماضي من أن الزيادة في تطبيقات الجامعة كانت لا يمكن إدارتها باستخدام الأنظمة المطبقة في ذلك الوقت، حيث تقدم كل طالب بشكل فردي إلى العديد من المؤسسات التي يختارونها. أدى هذا القلق إلى قيام لجنة نواب المستشارين والمدراء (CVCP) بتشكيل لجنة مخصصة في عام 1957 لمراجعة الأمر ؛ أوصت هذه اللجنة في تقريرها الثالث الصادر في يناير 1961 بإنشاء وكالة مركزية، والتي أصبحت تعرف فيما بعد باسم يوكا. وقد قدم التقريران الأول والثاني بالفعل عددًا من التوصيات التي تهدف إلى تنسيق إجراءات القبول عبر الجامعات المختلفة.
يشير الاسم يوكا في الأصل إلى مجلس الإدارة (المجلس المركزي) الذي يشرف على العملية الجديدة لكنه سرعان ما جاء للإشارة إلى المنظمة المسؤولة عن عملها اليومي. كان مقره في البداية في لندن، وانتقل إلى شلتنهام جلوسيسترشاير في عام 1968. كان للمخطط الجديد عام تجريبي يتعامل مع مجموعة فرعية من طلبات الدخول في عام 1963 وأول عام كامل من التشغيل تعامل مع القبول لعام 1964.
كان المخطط في الأساس مشروعًا تعاونيًا بين الجامعات المستقلة، وكانت العضوية طوعية. انضمت معظم الجامعات الإنجليزية منذ البداية. انضم أكسفورد وكامبريدج (بإجراءات معدلة قليلاً) لدخول عام 1966 ؛ كلية لندن للطب وطب الأسنان وكذلك بلفاست وستيرلنغ لعام 1967. في عام 1965 تعاملت يوكا مع 80,033 متقدمًا، وارتفع إلى 114,289 في عام 1969. وكان معدل قبول المتقدمين من يوكا من قبل الجامعات في عام 1969 تجاوز 50٪.
في البداية، تم تنفيذ معالجة التطبيقات باستخدام تقنية البطاقات المثقوبة. في عام 1964، بدأتيوكا في استخدام خدمات مكتب الكمبيوتر مع آلة يونيفاك. في عام 1967 قامت بتركيب جهاز كمبيوتر يونيفرسال كمبيوتر اوتوماتيك الخاص بها.
على الرغم من أن الفنون التطبيقية كانت مؤسسات تعليمية للحصول على درجات علمية من خلال نظام جوائز مجلس الجوائز الأكاديمية الوطنية، لم تكن مؤهلة للقبول فييوكا لأنها كانت مخصصة فقط للجامعات التي تتمتع بصلاحيات منح الشهادات. على الرغم من ذلك، شاركت البوليتكنيك في وقت مبكر من عام 1972 في المناقشات معيوكا والسجل المركزي وغرفة المقاصة حول الشكل المستقبلي المحتمل لنظام قبول واحد أو أكثر. في هذه المرحلة، تعامل المتقدمون بشكل مباشر مع كل كلية فنية فردية وكانت الفنون التطبيقية نفسها إقليمية أو محلية بشكل كبير في جاذبيتها. وجدت دراسة أجريت في عام 1977 أن ما بين ستين وسبعين بالمائة ممن تم قبولهم في كلية الفنون التطبيقية قد تقدموا إلى تلك المؤسسة فقط وأن 40 بالمائة من المقبولين في الفنون التطبيقية نتجت عن الطلبات المقدمة في أغسطس أو سبتمبر من عام الالتحاق.
في عام 1983 ، بدأت لجنة مديري البوليتكنيك مفاوضات مع يوكا لمشاركة مرافقها الحاسوبية والفنية والمكتبية في شلتنهام لإنشاء نظام دخول للدورة بناءً على النموذج الحالي المستخدم من قبل يوكا. مُنحت منحة قدرها 210,000 جنيه إسترليني من وزارة التعليم والعلوم البريطانية لإنشاء نظام قبول موحد جديد، يُطلق عليه مؤقتًا اسم بوكا. ومع ذلك، بدلاً من نظام موحد لكل من الجامعات والمعاهد الفنية ظهر نظام منفصل للفنون التطبيقية من المفاوضات على غراريوكا ولكن يُعرف باسم بكاس. تم منح المتقدمين إلى الدورات خيار التقديم بشكل منفصل للجامعات أو الفنون التطبيقية أو لكليهما.
دخل نظام بوكاس حيز التنفيذ في عام 1985. كان يقودها أول رئيس تنفيذي لها، توني هيغينز، وفي السنة الأولى تعاملت مع حوالي 140.000 طلبًا لدورات الفنون التطبيقية منهم 40.000 ذهب سنويًا للدراسة في الفنون التطبيقية.
على الرغم من أن العديد من المعاهد الفنية تقدم برامج فنية وتصميم، وبعضها قدم أيضًا دورات تدريبية للمعلمين إلا أن أنظمة القبول هذه ظلت خارج بكاس. عملت عمليات القبول في الفنون والتصميم وفقًا لجدول زمني لاحق نتيجة للدور الذي لعبته دورات Art Foundation في تطوير التخصص المقترح للطالب (الرسم والنحت والتصميم الجرافيكي وما إلى ذلك). علاوة على ذلك تم تقديم العمل بشكل عام قبل اتخاذ قرار بشأن إجراء المقابلة. ومع ذلك، تم العثور على وسائل استيعاب التسجيل في الفنون والتصميمات في يوكاس بحلول عام 1996.
على الرغم من أن الهدف من إنشاء نظام تطبيق موحد بالكامل للجامعات والفنون التطبيقية لم يتحقق حتى عام 1994 ، فمنذ الثمانينيات فصاعدًا، واصل توني هيغينز، الرئيس التنفيذي لـ بكاس الضغط من أجل دمج بكاس مع يوكا. في عام 1992 ، بعد تغيير مكانة واسم معظم المعاهد الفنية إلى الجامعات الهيئتان مجتمعة تحت قيادة هيغينز. في البداية تم وضع علامة تجارية مشتركة على نموذج الطلب يوكا / بكاس ولكن في عام 1994 تم تغيير اسم الهيئة الجديدة المدمجة رسميًا إلى يوكاس.
في عام 2015 ، أصبحت أكاديمية أزياء أمستردام أول مؤسسة تعليمية غير بريطانية يتم قبولها في يوكاس.

## طلب الإنضمام إلى يوكاس

### التقدم إلى جامعات المملكة المتحدة

#### اختيار المجالات الدراسية
عند التقدّم بطلب للانضمام إلى الجامعات عن طريق نظام الـ UCAS، يتمكّن الطالب ويُنصح أيضاً أن يتقدّم إلى 5 جامعات. يسمح لك الطلب بالتقدّم لخمس جامعات مختلفة، أو للتقدّم إلى عدّة مجالات مختلفة في الجامعة نفسها. ليس مطلوباً من الطلّاب التقدّم إلى خمسة جامعات أو إلى خمسة مجالات دراسيّة، لكن على كل حال، كلما زدت عدد الخيارات التي ستقدّم عليها وتضعها في طلبك، كلما زادت فرصك في الحصول على مقعد دراسيّ.
بمجرّد ما يختار الطلاب اختياراتهم الخمسة المفضلة، يُطلب بعد ذلك من الطلّاب اختيار ما يُدعى بالخيار الحاسم والذي يُلزمك بالتسجيل إذا حظيت على عرض من الجامعة، وخيار آخر يُدعى خيار التأمين، وباختياره توافق أنت على التسجيل في خيارك هذا إذا حصلت على الموافقة منه، في حال لم يُعرض عليك خيارك الأول «الحاسم» مقعداً. أساسياً الخياران الحاسم والتأميني هما خياراك الأول والثاني بين اختياراتك المفضلة. عمليّة تقديم الطلب سريّة، لذلك لا يمكن للجامعات الأخرى أن ترى الأماكن أو الجامعات الأخرى التي تقدّمت عليها أيضاً، وبناءً على ذلك لا يمكن للقرار النهائي أن يتمّ التأثير عليه بسبب طلباتك للجامعات الأخرى

#### التقرير أو الرسالة الشخصيّة
إلى جانب علاماتك، يعدّ التقرير الشخصيّ أو رسالتك الشخصية أهم جزء من طلبك. حيث تُعتبر هذه الرسالة تقديم افتراضي لنفسك ولكل إنجازاتك، وتُعدّ من أكبر العوامل التي تقنع مسؤولي القبول بتقديم مقعد لك في الجامعة التي يعملون بها. من أجل أن تفصل نفسك عن الطلّاب الآخرين وتبرز بينهم جاذباً بذلك اهتمام مسؤولي القبول، تأكد أن رسالتك الشخصيّة تحتوي على مايلي:
لماذا تريد دراسة هذه المواد بالتحديد أو لماذا أردت الدخول في هذا المجال، ولماذا تريد أن تدرس في هذه الجامعة بحدّ ذاتها. شغفك للمجال العلميّ الذي ستختاره على الأغلب هو بدوره أهم جزء من رسالتك الشخصية، لذلك إنه أمر هام جداً أن تُظهر أن لك اهتمام عام في مجالك المختار. تحدّث أيضاً عن الأسباب التي حفّزت اهتمامك لهذا المجال، وما الذي فعلته من أجل تحسين معرفتك وثقافتك في هذه المواضيع. إذا تريد أن تدرس التاريخ، قم بذكر كتب الهمت دراساتك والمتاحف التي تحلم بزيارتها. إذا كان هناك جامعة محددة تريد الذهاب إليها، قم بذكر السبب في الرسالة. هل هناك محاضرين مُعينين تُعجب بهم؟ إذاً اذكر الأمر. ببساطة إذا قمت باخبار مسؤولو القبول أنك اخترت الجامعة المعيّنة بسبب طاقمها التعليميّ فذلك سيبهرهم أكثر من ذكر الحياة الليليّة كأحد الأسباب التي جعلتك تختار جامعة معيّنة.
ما هي الصفات التي تمتلكها والتي ستسمح لك أن تتفوّق في مجال دراستك المختار؟ هل تريد دراسة اللغة الإنجليزية؟ إذاً كتابتك لرسالتك الشخصيّة وقت ممتاز لتذكر أنك قمت سابقاً بالكتابة لصحيفة مدرستك القديمة، أو شاركت بمسابقات كتابيّة محليّة. هل تأمل دراسة لغة ما؟ تحدّث إذاً عن العوائق التي عانيت منها والحواجز التي تجاوزتها منذ بدأت تعلّمك للغة، والخطوات التي تتخذها للتاكّد أنك تطوّر دوماً من نفسك وأيضاً تتحدى نفسك.
طموحاتك وتطلعاتك المهنيّة. يعشق مسؤولو القبول الجامعيّ أن يسمعوا ما يخطط طالبهم المحتمل أن يصنع ويفعل في المستقبل. إذا كنت تحلم بدراسة الطب وإنقاذ حياة الناس، إذاً اذكر ذلك. تذكر دوماً، كلما زاد شغفك في الرسالة كلما كان الأمر أفضل.
تفاصيل خبرتك الاحترافية في العمل. لا شيء يُظهر لمسؤولي القبول تفانيك لمجالك المُختار أكثر من معرفة عملك التطوعي أو الفترات التدريبية التي قضيتها في أماكن متعلقة بالمجال. مهما كانت الصناعة أو المجال الذي عملت به، إنه من المهم للغاية أن تذكر كيف بحثت وسعيت لتحظى على وظيفة دون أجر، وذلك من أجل زيادة خبراتك في مجالك المختار، والمهارات التي تعلمتها خلال فترة عملك. يدلّ العمل في بيئة احترافية على النضج والتفاني، وهما أمران تبحث الجامعات عنه في طلابها المستقبليين.
الأنشطة الخارجية (اللا منهجية). على الرغم من أن رسالتك الشخصيّة يجب أن تُكتب من الحوافز والدوافع الأكاديمية، يُحبّ أيضاً مسؤولو القبول عندما يُظهر الطلاب ثقافتهم العامّة، وأنهم يملكون اهتمامات خارج المجالات التعليميّة التي اختاروها. بغض النظر ما إذا كانت نشاطاتك الخارجية مرتبطة بشهادتك أم لا، عليك ذكرها في رسالتك الشخصية. هل تستمتع بالرياضة وتلعب لفريق كرة شبكة أم كرة قدم؟ اذكر ذلك وقم أيضاً بجذب الانتبهاء لقدرتك على العمل داخل فريق. هل كان لك دوراً في جهاز مدرستك الإداري؟ لا تنسَ أن تسلّط الضوء على مستويات نضجك وقدرتك على تحمّل المسؤولية.
التوظيف. حتى لو لم يكن تاريخك الوظائفي مرتبطاً بما ترغب أو قمت بدراسته أو له علاقة بخططك المستقبلية، كل وظائفك السابقة مهمة. أفضل طريقة للحديث عن تاريخك الوظائفي في الرسالة هو ليس عبر التركيز على ما قمت به أثناء العمل، بل على المهارات «القابلة للتحويل» التي اكتسبتها خلال فترتك في العمل. تساعد معظم الوظائف بدوام جزئي الأفراد على العمل على مهاراتهم التنظيمية، ومهاراتهم في التواصل والعمل في فريق، لذلك حاول جذب الانتباه إلى هذه الصفات.
سنوات الفراغ. إذا قمت بالاستراحة لمدة سنة، أو تخطط لسنة فراغ قبل المباشرة في دراستك، فهي تستحق القليل من وقتك لكي تذكرها في الرسالة وتذكر ماذا تخطط أن تفعل في هذه السنة وكيف تشعر أنها ستفيدك كفرد، هل ستذهب إلى دولة من العالم الثالث لتساعد في إعادة بناء المجتمعات المحليّة؟ أو من الممكن أن تقوم بالسفر حول العالم لمعرفة المزيد عن نفسك. مهما كانت خططك، تأكّد أن تذكر كيف ستساعد في عملية تطوّرك كشخص وكيف ستطوّر من استقلالك بالإضافة إلى مجموعات مهاراتك المختلفة.

## عيوبه
بطبيعة الحال فنظام يوكاس لا يخلو من بعض العراقيل والعيوب التي تواجه بعض الطلاب والجامعات أيضا، فأحيانا يجد الطلاب صعوبة في التواصل مع يوكاس نظراً للكم الهائل من الذين يعملون على هذا النظام، ونجد أيضا أن يوكاس بقدر حجم تطوره إلا انه لا يخلو من بعض الإختلالات التي تعيق تقدمه، وهذا ما يقع فيه بعض الجامعات قد يكون هذا راجع إلى بعض المسؤولين ..

## المكان
مقر اليوكاس هو في بلدة شلتنهام.

## وصلات خارجية
- موقع اليوكاس